# HQ-9

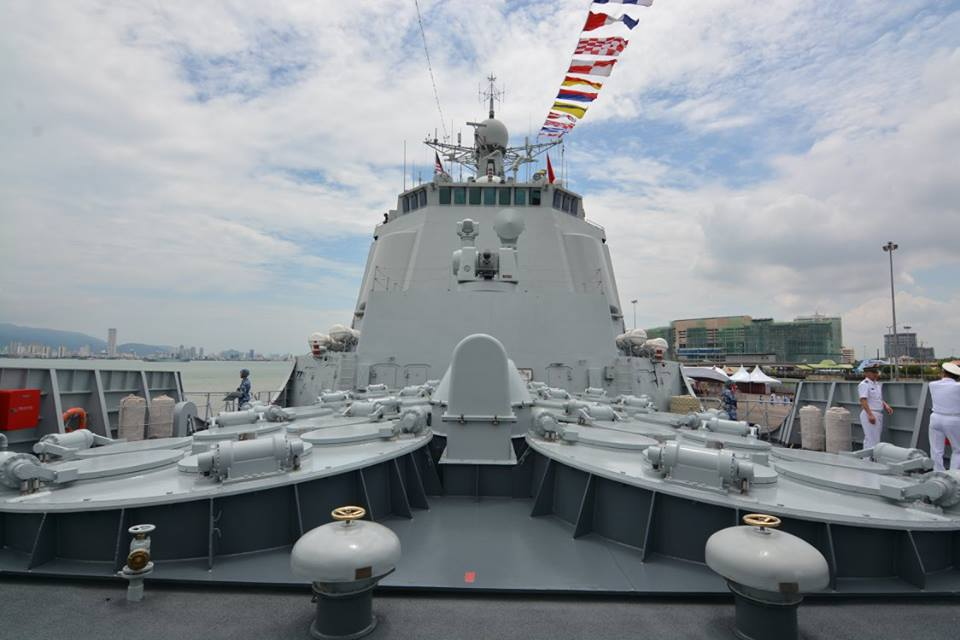
námořní varianta

Protiletadlový systém HQ-9 (čínsky 红旗, pinyin:hóng qí česky Rudá vlajka) je čínský protiletadlový systém, který je určen k ničení současných i perspektivních prostředků vzdušného napadení na středních i velkých výškách v podmínkách pasivního i aktivního elektronického rušení. Systém může působit za všech klimatických podmínek ve dne i v noci. V současné době jsou k dispozici dvě varianty HQ-9 (红旗-9) pozemní varianta a HHQ-9 (海红旗-9) námořní varianta. Systém byl vyvinut čínskou akademií pro obranné technologie známou jako CASIC (中国航天科工集团公司).

## Historie
Vývoj protiletadlového systému HQ-9 započal v 80. letech. Tato nová zbraň měla nahradit zastarávající protiletadlový systém HQ-2 což byla kopie ruských raket S-75 Dvina. Zpočátku byl založen na americkém protiletadlovém systému MIM-104 Patriot, který Čína získala z Izraele. HQ-9 původně využíval stejný naváděcí systém a stejný způsob vypouštění rakety jako Patriot. Rakety byly dvoustupňové na tuhá paliva. Přepravní vozidlo neslo tehdy pouze dvě rakety. V polovině roku 1990 získala Čína od Ruska protiletadlový systém S-300PMU. Některé technologie jako tvar raket, metoda svislého a studeného startu byly přejaty z S-300 PMU. Posléze byla vyvinuta i námořní varianta, která je v současnosti instalovaná na čínských torpédoborcích typu 052C. Další variantou je pozemní varianta nazývaná jako FD-2000 (防盾) což je exportní varianta HQ-9.

## Radar
Protiletadlový systém HQ-9 používá radiolokátor HT-233 C-3D což je čínská varianta ruského radaru 30N6E Flap Lid používaného u S-300 PMU. Radar může detekovat až 100 cílů a sledovat 50 z nich v azimutu 360 stupňů a elevací 0 až 65 stupňů.

## FT-2000
FT-2000 je vybaven speciálními raketami zaměřující se na emise nepřátelského radaru, což umožňuje boj s letadly typu AWACS. FT-2000 je vybavena čtyřmi ESM senzory umístěných na kolových vozidlech .Tyto senzory jsou schopné sledovat až 50 cílů. ESM senzory jsou vzájemně od sebe vzdáleny 30 km. Odpalovací zařízení s raketami jsou umístěny 150 metrů od každého ESM senzoru.